# Linthorst Homankanaal
Het Linthorst Homankanaal ligt tussen Beilen en Noordscheschut en verbindt de Beilervaart met Hoogeveense Vaart. Het kanaal is geopend in 1926. In 1927, een jaar na de opening, voeren er 1200 schepen door het kanaal.
Het kanaal, genoemd naar het bekende Drentse regentengeslacht Linthorst Homan, vormde een belangrijke reden voor de vestiging van het vuilafvoerbedrijf, de VAM in Wijster. Jan Tijmens Linthorst Homan, Commissaris der Koningin van Drenthe van 1917-1931, speelde een belangrijke rol bij de ontwikkeling van de Drentse waterhuishouding en de oprichting van de VAM.
Het kanaal en het speciaal daarvoor gegraven zijkanaal, het VAM-kanaal, had volgens de oorspronkelijke planning een belangrijke functie moeten vervullen ten behoeve van de VAM. De verwachtingen met betrekking tot het vervoer over dit kanaal zijn niet uitgekomen vanwege andere transportmogelijkheden. Het kanaal is in de jaren zeventig voor de scheepvaart gesloten. Het kanaal is niet meer bevaarbaar, maar doet nog wel dienst voor de aan- en afvoer van water in het gebied.
Over het kanaal liggen negen bruggen en een sluis.